# Johannes Steen

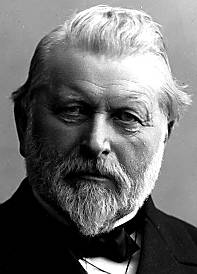
Johannes Steen

Johannes Wilhelm Christian Steen (22 de julio de 1827 - 1 de abril de 1906) fue un político y educador noruego que ejerció como Primer ministro de Noruega de 1891 a 1893 y de 1898 a 1902.

## Carrera
Fue Cand.philol. en la Universidad de Christiania (actual Universidad de Oslo) en 1848. Durante los siguientes 42 años, Steen combinó su profesión como profesor y educador con una carrera política. Trabajó como profesor en Bergen (1850-55) y en Tromsø (1855-1866). Fue alcalde de Tromsø (1856-1862) y (1864-1866). Desde 1866 fue rector de la Escuela Latina Stavanger. Fue también alcalde de Stavanger (1872-1883) y (1885-1890.)
En 1859 fue elegido por primera vez como miembro del Storting por Tromsø. En 1868, Steen fue elegido al Storting para Stavanger. Desde 1871, el Storting estuvo cada vez más marcado por la lucha política. Primero pasó a ser Primer ministro en 1891. En 1894, Steen fue reelegido al Storting por Trondheim. y posteriormente mantuvo el cargo de Primer ministro de 1898 a 1902. En su última administración fue responsable de la Ley de Ventas de Terrenos de 1902, la cual limitaba la compra y arrendamiento de terrenos estatales a compatriotas que hablaban fluidamente noruego, exceptuando al pueblo lapón de la compra de sus tradicionales tierras de cacería y pastoreo.

## Vida privada
Nació en Christiania (actual Oslo, Noruega). Fue criado en Vesterålen como el hijo del Juez y Parlamentario John Svaboe Steen (1798– 1872). Su hermano, Frederik Steen era también un parlamentario.
Se casó en 1849 con Elise Henriette Stoltenberg (1826-1896). Falleció en 1906 en Voss en Hordaland, Noruega.
| Predecesor: Emil Stang Francis Hagerup | Primer ministro de Noruega en Oslo 1891 - 1893 1898 - 1902 | Sucesor: Emil Stang Otto Blehr |